# 李國權
李國權（英語：Lee Kwok-kuen），香港政治人物，前「社區前進」大南社區幹事，「關注綜援低收入聯盟」幹事，八十後社工，前香港油尖旺區大南選區議員。

## 簡歷
自小居住和成長於大南街一帶，就讀望覺堂賢貞幼稚園、基榮小學、聖芳濟書院。投身社會後，回到大南區服務街坊。
李國權升中那年家逢遽變，成績一落千丈。2003年重讀中五，不但飛車到尖沙咀，晚上更不愛回家，後來做過多份基層工作，包括速遞、商場清潔工、藥房和網吧店員，「其實係逃避，當時無諗到未來」。後來遇上一位鍥而不捨的外展社工，受到感化，在社工的鼓勵下，重返工作，到社工任職的機構「香港遊樂場協會」工作，一做七年，做過青少年就業見習計劃、青年大使、活動助理、朋輩扶導員、活動工作員和青年工作員。工作上得到滿足感，並發現年輕人只要感受到有人支持、認同和相信，足以改寫生命，自此立志成為社工。2008年重返校園，2011年加入「關注綜援低收入聯盟」，並在香港專業進修學校修讀社工課程，成為註冊社工，初時希望做外展工作，讓年輕人在被離棄時有選擇，「畢竟我曾經都係外展仔，做外展就等同執海星，但慢慢發現個海灘都係海星。漸漸覺得，應解決個浪冧埋嚟的問題。」
2016年李國權與其餘17個社工組成「社福同行」，參與選舉委員會界別分組選舉。李國權得 2,901票落選，與該界別（社會福利界）最低得票者只相差72票。

## 政治立場
〈大公報〉評李國權「外表斯文…，原來是激進的社運青年，與反對派關係密切。」

## 創立社區組織
2017年與其他關注基層和社區重建議題的十人合組「社區前進」（Community March），李國權任「大南」社區幹事，延續他對「生命影響生命」和「倡議帶來改變」信念的實踐。
社區前進的宗旨是扎根社區，由社區開始重建民主陣地。社區則主打油尖旺區議題，關注基層、勞工議題，動員街坊關注自己權益，長遠目標是參與選舉。預計會參與 2019年區議會選舉，目標選區則集中在油尖旺、深水埗兩大區。

## 參與區議會補選
李國權以「社區前進」成員「阿權社工」身份，代表民主派參與 2019年3月24日舉行的油尖旺區議會大南選區補選，與香港經濟民生聯盟成員李思敏競逐同是經民聯的區議員莊永燦因病逝導致的議席空缺。李國權得票 1,134（45.78％），以 209票之差落選。

## 2019年區議會選舉
李國權參選油尖旺區大南區選擇，最終以2943票擊敗經民聯的李思敏成為油尖旺區議員。

## 外部連結
- 社區前進的Facebook專頁
- 李國權的Facebook專頁

| 前任： 李思敏 | 油尖旺區議會議員 大南選區 2020年1月1日—2021年7月7日 | 繼任： 懸空 |